# Джонстон, Уайатт
Уайатт Джонстон (англ. Wyatt Johnston; 14 мая 2003, Торонто, Онтарио, Канада) — канадский профессиональный хоккеист, центральный нападающий клуба НХЛ «Даллас Старз».

## Карьера
Джонстон был выбран на драфте OHL в 2019 году клубом «Уинсор Спитфайрз». В своем первом сезоне 2019/20 за «Уинсор» Уайатт набрал 30 очков в 53 матчах, прежде чем сезон был прерван из-за Пандемии COVID-19.
Вернувшись в «Спитфайрз» в сезоне 2021/22 Джонстон стал лучшим бомбардиром всей CHL, набрав 124 очка в 68 играх. В том же сезоне он вместе с «Уинсором» дошёл до финала плей-офф OHL, набрав 41 очко в 25 матчах. По итогам сезона Джонстон также получил Ред Тилсон Трофи, вручаемый лучшему игроку года OHL и Уильям Хэнли Трофи, вручаемый игроку OHL за благородство и добропорядочность на льду.
Уайатт был выбран в 1-м раунде под общим 23-м номером клубом «Даллас Старз» на драфте НХЛ 2021 года. 28 сентября 2021 года Джонстон подписал трёхлетний контракт новичка со «Старз».
13 октября 2022 года Джонстон дебютировал в НХЛ в матче против команды «Нэшвилл Предаторз», в этой же игре он забил свой первый гол в карьере НХЛ в ворота Юусе Сароса.
5 марта 2024 года Уайатт сделал свой первый хет-трик в карьере НХЛ в матче против «Сан-Хосе Шаркс».

## Статистика
| Легенда | Легенда                    | Легенда | Легенда                   | Легенда | Легенда    |
| ------- | -------------------------- | ------- | ------------------------- | ------- | ---------- |
| И       | Количество проведённых игр | Штр     | Штрафное время            | +/−     | Плюс-минус |
| Г       | Голы                       | П       | Голевые передачи          | О       | Очки       |
| -       | Статистика неизвестна      | —       | Статистика не учитывалась |         |            |